# Municipio de Macon (Nebraska)
El municipio de Macon (en inglés: Macon Township) es un municipio ubicado en el condado de Franklin en el estado estadounidense de Nebraska. En el año 2010 tenía una población de 109 habitantes y una densidad poblacional de 1,16 personas por km².

## Geografía
El municipio de Macon se encuentra ubicado en las coordenadas 40°13′11″N 99°0′34″O / 40.21972, -99.00944. Según la Oficina del Censo de los Estados Unidos, el municipio tiene una superficie total de 94.11 km², de la cual 94,11 km² corresponden a tierra firme y (0 %) 0 km² es agua.

## Demografía
Según el censo de 2010, había 109 personas residiendo en el municipio de Macon. La densidad de población era de 1,16 hab./km². De los 109 habitantes, el municipio de Macon estaba compuesto por el 99,08 % blancos y el 0,92 % eran de una mezcla de razas. Del total de la población el 0 % eran hispanos o latinos de cualquier raza.